# Клаус, Эмиль
Эмиль Клаус (нидерл. Emile Claus; 27 сентября 1849, Варегем — 14 июня 1924, Дейнзе) — бельгийский художник, один из главных представителей импрессионистской живописи в Бельгии и основоположник люминизма.

## Жизнь и творчество
Эмиль Клаус родился в многодетной семье сельского лавочника. Учиться рисованию начал в местной художественной школе. По совету композитора Петера Бенуа, Клаус в 1869 году поступает в антверпенскую Академию изящных искусств, где изучает портретную, историческую и пейзажную живопись. В 1874 году он заканчивает учёбу в Академии. В 1875 году художник с успехом выставляет свои работы в Генте, и в 1876 — в Брюсселе.
В ранний период своего творчества Клаус занимается в основном портретной и жанровой живописью. Он пишет в реалистической манере, преимущественно в тёмных тонах, и использует социальную тематику (напр. полотно Богатство и бедность (1880)). В 1879 году художник совершает путешествие по Испании, Марокко и Алжиру. В 1882 состоялся его дебют на Парижском Салоне, где Клаус представляет свою картину Бой петухов во Фландрии (1882). Начиная с этого момента он проводит много времени в Париже, особенно зимой, и подпадает под творческое влияние французского художника Бастьен-Лепажа, также писавшего на социальные темы в реалистической манере.
С приходом финансового достатка в 1883 художник покупает на родине виллу Zonneschijn (Солнечное сияние). В 1886 он женится на Шарлотте Дюфо, дочери нотариуса из соседнего Дейнзе. В этот период Клаус рисует в основном пейзажи родной природы, выдержанные в реалистическом стиле. Во время жизни в сельской местности он поддерживает дружеские отношения и ведёт оживлённую переписку с художником Альбином ван ден Абеле, скульптором Константином Менье, писателями Сирилом Бёйссе и Эмилем Верхарном. Через них, а также через художника Анри Ле Сидане, Клаус открывает для себя такое явление, как французский импрессионизм. Знакомство с работами импрессионистов меняет и живопись самого Э.Клауса — его краски становятся более светлыми и тёплыми: он уделяет больше внимания взаимодействию света и тени, благодаря чему формальные вопросы отступают на второй план (Зимородки (1891)). Среди французских импрессионистов особое влияние на живопись Э.Клауса оказал Клод Моне. В работах обоих художников сходной является не только цветовая гамма, но и даже практически одинаковый подбор сюжетов для своих полотен (в лондонский период). Постоянный поиск новых форм выражения и световые эксперименты сделали Э.Клауса непосредственным предшественником такого течения в живописи Бельгии, как люминизм. В Париже Клаус также дружит с известными деятелями культуры, среди которых писатели Эмиль Золя и Морис Метерлинк.
Уже став импрессионистом (люминистом), Клаус знакомится с начинающей художницей Жанной Монтиньи (1875—1937), дочерью состоятельного гентского юриста. Вскоре Монтиньи становится ученицей Клауса, а затем и его спутницей (при этом Клаус не разводится с женой). Клаус, его супруга и Жанна Монтиньи относительно мирно сосуществуют друг с другом вплоть до кончины художника. 
Вплоть до начала Первой мировой войны художник подготовил немало учеников, в их числе были Анна де Верт, Роберт Хаттон Монкс, Торадзиро Кодзима, Жорж Моррен, Леон де Смет и другие. В ноябре 1893 он вступает в художественную группу Union Artistique. Её целью были — как и у аналогичных групп французских импрессионистов — организация выставок и продажа картин. Кроме этого, работы Клауса появляются на выставках брюссельского союза художников La Libre Esthétique в 1896 году и на Берлинском сецессионе. В 1904 Э.Клаус создаёт, совместно с живописцем Жоржем Бёйссе, группу Vie et Lumière, в которую позднее вступают такие художники, как Джеймс Энсор, Вильям Дегув де Нункве и Адриан Хейманс.
Вплоть до Первой мировой войны Клаус много путешествует — он неоднократно посещает Париж, Нидерланды; в 1907 году совершает поездку по США, в 1914 — на Лазурный берег Франции. Перед самым вступлением немецких войск в 1914 году в его родной городок художник успевает эмигрировать в Англию. Здесь он живёт в Лондоне, в доме на берегу Темзы. Основной темой для творчества мастера в годы изгнания была эта лондонская река. Картины Э.Клауса с пейзажами Темзы, написанные в постимпрессионистской манере, пользовались большим успехом как в Лондоне, так и в Брюсселе после войны.
После окончания военных действий Клаус возвращается на свою виллу в Астене. Здесь он скончался в 1924 году и был похоронен в своём саду. На могиле мастера был установлен мраморный памятник работы Жоржа Минне.
Эмиль Клаус является одним из важнейших представителей бельгийского импрессионизма. Он был одним из тех художников, кто определял само развитие живописного искусства в Бельгии. С 1905 года он — член Антверпенской Академии искусств. Был награждён различными орденами, в том числе бельгийским орденом Леопольда, был кавалером ордена Почётного легиона (с 1904 года).

## Галерея
- Октябрьское утро на Лисе (1901)
- Снопы сена в снегу (1904)
- Восход солнца над мостом Ватерлоо (1916)
- Солнечное золото (1905)
- Портрет жены (1900)
- Подготовка сети (1893)
- Девушка-служанка (1897)
- Зимородки (1891)
- Канал в Зеландии (1896-1899)
- Коровы, переходящие Лис (1899)
- Дети в поле
- Проплывающая лодка (1883)
- Весна на берегу Лиса (1897)
- Парк Ойдонк (1892)
- Цветы
- Большие деревья перед бегинажем во фламандской деревне (1900)
- Молодые крестьянки на берегу Лиса
- Уборка сена
- Первое Причастие
- Корова